# Nayma Mingas
Nayma Mingas, és el nom artístic de Cláudia Carina Branco Lima Rodrigues Mingas (Lisboa, 25 de gener de 1974) és una model angolesa.

## Biografia
És filla del músic i polític Rui Mingas i de la seva esposa Julieta Cristina da Silva Branco Lima. Va començar la seva carrera de model a Portugal i va treballar a Espanya, Brasil, França, Alemanya, i Àustria.
Musicalment va gravar una versió d'"Amor" d'Heróis do Mar amb el projecte MDA. Em 2010 va donar la al personatge de Walt Disney Tiana a la versió portuguesa de la pel·lícula "A Princesa e o Sapo. i poc després va presentar el programa Projecte Moda, versió portuguesa de Project Runaway. Em 2004 va editar el llibre "Nayma - A Arte de um rosto perfeito" (ISBN: 972-20-2752-2).
Es va casar a Luanda amb Luís Costa Branco el 2008, i de qui es va separar en 2011.

## Premis
- 2010 - Divas Angola (Angola)[5]
- 2008 - Prestige Award (Angola / Portugal)
- 2006 - Central FM, "Model of the Year" (Portugal)
- 2005 - Procópio Fashion (Portugal)
- 2004 - Fashion TV, "Best Runway Model"
- 2003 - "Sexier Publicity" - Campanha chocolate Jubileu (Inglaterra)
- 2002 - Tropical "Model of the year" (Angola)
- 1999 - Montemor Fashion, "Model of the year" (Portugal)
- 1997 - NG, "Model of the Year" (Portugal)
- 1996 - NG, "Model of the Year" (Portugal)
- 1996 - Aiwé, "Prestige Award / Model of the Year" (comunidade PALOP na europa)
- 1993 - Oh Lisboa!, "Top 10 / Model" (Portugal)